# Деллрой (Огайо)
Деллрой (англ. Dellroy) — селище (англ. village) в США, в окрузі Керролл штату Огайо. Населення — 268 осіб (2020).

## Географія
Деллрой розташований за координатами 40°33′19″ пн. ш. 81°11′58″ зх. д. / 40.55528° пн. ш. 81.19944° зх. д. (40.555227, -81.199405).  За даними Бюро перепису населення США в 2010 році селище мало площу 0,55 км², з яких 0,47 км² — суходіл та 0,08 км² — водойми.

## Демографія
Згідно з переписом 2010 року, у селищі мешкало 356 осіб у 134 домогосподарствах у складі 94 родин. Густота населення становила 648 осіб/км².  Було 148 помешкань (269/км²).
Расовий склад населення:
| - 97,2 % — білих - 1,4 % — корінних американців - 0,6 % — чорних або афроамериканців |

До двох чи більше рас належало 0,8 %. Частка іспаномовних становила 0,6 % від усіх жителів.
За віковим діапазоном населення розподілялося таким чином: 25,6 % — особи молодші 18 років, 57,3 % — особи у віці 18—64 років, 17,1 % — особи у віці 65 років та старші. Медіана віку мешканця становила 38,0 року. На 100 осіб жіночої статі у селищі припадало 94,5 чоловіків;  на 100 жінок у віці від 18 років та старших — 90,6 чоловіків також старших 18 років.
Середній дохід на одне домашнє господарство  становив 44 738 доларів США (медіана — 33 333), а середній дохід на одну сім'ю — 52 516 доларів (медіана — 48 438). За межею бідності перебувало 14,7 % осіб, у тому числі 20,5 % дітей у віці до 18 років та 0,0 % осіб у віці 65 років та старших.
Цивільне працевлаштоване населення становило 116 осіб. Основні галузі зайнятості: сільське господарство, лісництво, риболовля — 20,7 %, роздрібна торгівля — 15,5 %, освіта, охорона здоров'я та соціальна допомога — 15,5 %.